# 伯德爾鎮區 (密歇根州)
伯德爾鎮區（英語：Burdell Township）是位於美國密歇根州奧西歐拉縣的一個行政鎮區。

## 地方資料
伯德爾鎮區的面積為97.30平方千米，當中陸地面積為96.80平方千米，而水域面積為0.50平方千米。根據2020年美國人口普查的數據，當地共有人口1410人，而人口密度為每平方千米14.49人。